# Bryum nitidulum
Bryum nitidulum är en bladmossart som beskrevs av Lindberg 1866. Bryum nitidulum ingår i släktet bryummossor, och familjen Bryaceae. Inga underarter finns listade i Catalogue of Life.